# Yuxarı Daşarx
Yuxarı Daşarx è un comune dell'Azerbaigian situato nel distretto di Şərur.